# إدوين هيريرا
إدوين هيريرا (بالإسبانية: Edwin Herrera)‏ هو لاعب كرة قدم كولومبي في مركز الوسط، ولد في 1998 في قرطاجنة في فنزويلا. لعب مع إنديبنديينتي سانتا في.

## وصلات خارجية
- إدوين هيريرا على موقع قاعدة بيانات كرة القدم.إي يو (الإنجليزية)
- إدوين هيريرا على موقع Soccerway.com (الإنجليزية)